# Ostfriesische Tee Gesellschaft

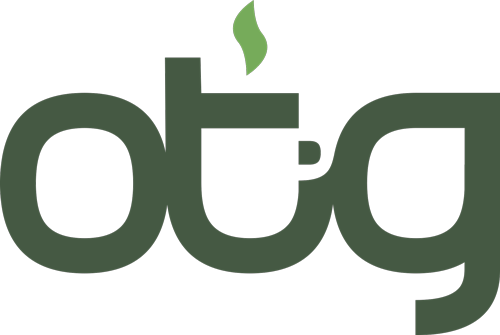
OTG Logo

Das Unternehmen Ostfriesische Tee Gesellschaft GmbH & Co. KG mit Firmensitz im niedersächsischen Seevetal ist ein weltweit tätiger Hersteller von Tee in Beuteln und über die Tochterfirma Onno Behrends in Norden auch von lose verpacktem Tee.

## Geschichte
Das Unternehmen wurde 1907 von Paula und Laurens Janssen in Leer unter dem Namen Ostfriesische Tee Gesellschaft GmbH gegründet. Im Jahre 1953 übernahm Laurens Spethmann, Enkel des Firmengründers, die GmbH und führte das Unternehmen vom klassischen Tee-Importeur zum Tee-Abpacker.
Durch Kreation der Marke Milford begann 1966 die Entwicklung vom Handelsmarken- zum Markenartikelproduzenten. 1972 wurde das Geschäftsgebiet erstmals mit dem Erwerb der Grosch Tee in Innsbruck, der späteren Milford Tee Austria, über den deutschen Bereich hinaus ausgedehnt.

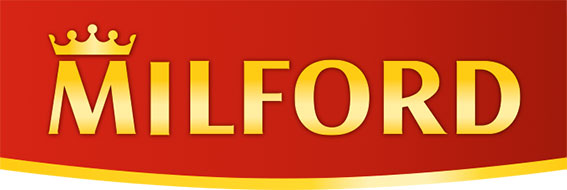
Milford-Logo

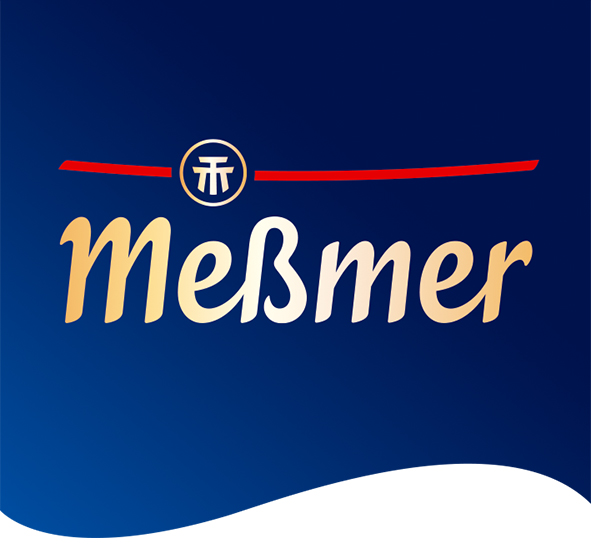
Meßmer-Logo

Das Tee-Unternehmen OnnO Behrends GmbH & Co. (Norden) wurde 1988 übernommen. Es ist eines von drei Unternehmen in Ostfriesland, die Tee mit der geschützten Bezeichnung echter Ostfriesentee produzieren.
1990 wurde die Ed. Meßmer GmbH & Co. (Frankfurt am Main und Grettstadt) mit der Marke Meßmer aufgekauft.
Ein weiteres Segment sind die sogenannten Handelsmarken, die die Ostfriesische Tee Gesellschaft für verschiedene Handelsketten herstellt. So werden beispielsweise Teile des Lord Nelson, Cornwall, Captains Tea und Westcliff Teesortiments von der Ostfriesischen Tee Gesellschaft für Lidl, Norma, Netto Marken-Discount sowie Aldi  produziert.
Alle Beteiligungen der Ostfriesischen Tee Gesellschaft wurden 1996 in die Laurens Spethmann Holding AG & Co. KG überführt. Es erfolgte der Wechsel zur vierten Familiengeneration.

## Film
- Spethmann – Ein Leben für den Tee. Die Firmen- und Familiengeschichte der Ostfriesischen Teegesellschaft. Dokumentation, Deutschland, 2009, 43 Min., Buch und Regie: Dagmar Wittmer, Produktion: doc station, NDR, Erstausstrahlung: 16. Januar 2010, Inhaltsangabe des NDR, mit Videos